# Швалунген
Швалунген (њем. Schwallungen) општина је у њемачкој савезној држави Тирингија. Једно је од 65 општинских средишта округа Шмалкалден-Мајнинген. Према процјени из 2010. у општини је живјело 2.644 становника. Посједује регионалну шифру (AGS) 16066064.

## Географски и демографски подаци
Швалунген се налази у савезној држави Тирингија у округу Шмалкалден-Мајнинген. Општина се налази на надморској висини од 270 метара. Површина општине износи 39,8 km². У самом мјесту је, према процјени из 2010. године, живјело 2.644 становника. Просјечна густина становништва износи 66 становника/km².